# Giải đua ô tô Công thức 1 Abu Dhabi 2023
Giải đua ô tô Công thức 1 Abu Dhabi 2023 (tên chính thức là Formula 1 Etihad Airways Abu Dhabi Grand Prix 2023) là một chặng đua Công thức 1 dự kiến được tổ chức vào ngày 26 tháng 11 năm 2023 tại trường đua Yas Marina, Abu Dhabi, Các Tiểu vương quốc Ả Rập Thống nhất, và là chặng đua thứ 22 và cuối cùng của giải đua xe Công thức 1 2023.

## Bối cảnh

### Bảng xếp hạng trước cuộc đua
Sau giải đua ô tô Công thức 1 Las Vegas, Max Verstappen dẫn đầu bảng xếp hạng các tay đua trước Sergio Pérez (273 điểm) và Lewis Hamilton (232 điểm) với 549 điểm. Red Bull Racing dẫn đầu bảng xếp hạng các đội đua trước Mercedes (392 điểm) và Ferrari (388 điểm) với 822 điểm.

### Lựa chọn bộ lốp
Nhà cung cấp lốp xe Pirelli sẽ cung cấp các bộ lốp hạng C3, C4 và C5 (được chỉ định lần lượt là cứng, trung bình và mềm) để các đội sử dụng tại sự kiện này.

## Tường thuật

### Buổi tập
Trong buổi tập đầu tiên, chín đội sẽ thay thế một trong những tay đua chính của đội với một tay đua dự bị của đội: Théo Pourchaire sẽ thay thế Chu Quán Vũ tại Alfa Romeo, Jack Doohan thay thế Esteban Ocon tại Alpine, Felipe Drugovich thay thế Fernando Alonso tại Aston Martin, Robert Shwartzman thay thế Charles Leclerc tại Ferrari, Oliver Bearman thay thế Nico Hülkenberg tại Haas, Pato O'Ward thay thế Lando Norris tại McLaren, Frederik Vesti thay thế Lewis Hamilton tại Mercedes, Jake Dennis và Isack Hadjar thay thế Max Verstappen và Sergio Pérez tại Red Bull Racing và Zak O'Sullivan thay thế Alexander Albon tại Williams. Ngoài ra, đây sẽ là lần đầu tiên Dennis và O'Sullivan tham gia một buổi tập Công thức 1. Sau khi buổi tập đầu tiên kết thúc, George Russell đứng đầu với thời gian nhanh nhất là 1:26,072 phút trước Drugovich và Daniel Ricciardo.
Trong buổi tập thứ hai, Leclerc đứng đầu với thời gian nhanh nhất là 1:24,809 phút trước Norris và Verstappen.
Trong buổi tập thứ ba, Russell đứng đầu với thời gian nhanh nhất là 1:24,418 phút trước Norris và Piastri.

### Vòng phân hạng
Vòng phân hạng bao gồm ba phần với thời gian tổng cộng là 45 phút. Trong phần đầu tiên (Q1), các tay đua có 18 phút để tiếp tục tham gia phần thứ hai vòng phân hạng. Tất cả các tay đua đạt được thời gian trong phần đầu tiên với thời gian tối đa 107% thời gian nhanh nhất được phép tham gia cuộc đua. 15 tay đua nhanh nhất lọt vào phần tiếp theo. Verstappen là tay đua nhanh nhất Q1 và sau khi Q1 kết thúc, Carlos Sainz Jr., cả hai tay đua Alfa Romeo và Logan Sargeant bị loại.
Phần thứ hai (Q2) kéo dài 15 phút và mười tay đua nhanh nhất của phần này đi tiếp vào phần thứ ba và cuối cùng của vòng phân hạng (Q3). Verstappen là tay đua nhanh nhất Q2 và sau khi Q2 kết thúc, Hamilton, Ocon, Lance Stroll, Albon và Ricciardo bị loại.
Phần thứ ba (Q3) kéo dài 12 phút, trong đó mười vị trí xuất phát đầu tiên cho cuộc đua chính được xác định sẵn. Verstappen giành vị trí pole với thời gian nhanh nhất là 1:23,445 phút trước Leclerc và Piastri.

### Cuộc đua
Sau khi bắt đầu cuộc đua, Leclerc đã thách thức Verstappen để giành vị trí dẫn đầu tại khúc cua đầu tiên, nhưng Verstappen cuối cùng vẫn giữ được vị trí đầu tiên của mình. Verstappen từ từ tạo ra khoảng cách giữa mình và Leclerc khiến Leclerc phải cầm chân cả hai tay đua McLaren ở phía sau. Sau đó trong cuộc đua, tất cả các tay đua xuất phát với bộ lốp trung bình đều vào làn pit để đổi lốp ngoại trừ Yuki Tsunoda, người đã dẫn đầu cuộc đua một vài vòng cho đến vào làn pit ở vòng đua thứ 23. Russell tiếp tục giữ vững vị trí thứ ba sau Leclerc. Trong mười vòng đua cuối cùng, Pérez đấu với Lando Norris để giành vị trí thứ tư. Cả hai đã va chạm với nhau và Pérez sau đó nhận một án phạt năm giây vì gây ra vụ va chạm này.
Leclerc đang chạy thoải mái ở vị trí thứ hai nhưng vị trí thứ ba của Russell và vị trí thứ chín của Lewis Hamilton đủ để giúp Mercedes dẫn trước Ferrari ba điểm trên bảng xếp hạng các đội đua. Mặc dù Carlos Sainz đang chạy ở vị trí thứ 10 vào thời điểm đó, nhưng anh ấy chỉ đổi lốp một lần và cuối cùng, anh sẽ đổi lốp một lần nữa khiến anh văng ra ngoài các vị trí tính điểm. Khi cuộc đua sắp kết thúc, Pérez đã vượt qua Russell nhưng Russell tiếp tục duy trì khoảng cách dưới năm giây để giữ vị trí thứ ba sau khi án phạt của Pérez được áp dụng. Leclerc cố tình giảm tốc để Pérez vượt qua và cuối cùng để về đích ở vị trí thứ hai, cùng với hy vọng đẩy Russell khỏi vị trí thứ ba. Tuy nhiên, Russell vẫn cố gắng bám sát Leclerc đủ gần và chính thức về đích ở vị trí thứ ba sau khi án phạt của Pérez được áp dụng.
Cuối cùng thì Verstappen giành chiến thắng cuộc đua này trước Leclerc và Russell. Mặc dù Pérez về đích ở vị trí thứ hai, anh bị tụt xuống vị trí thứ tư vì án phạt năm giây sau vụ va chạm với Norris. Các tay đua còn lại ghi điểm tại cuộc đua này là Pérez, Norris, Piastri, Alonso, Tsunoda, Hamilton và Stroll.

## Kết quả

### Vòng phân hạng
| Vị trí                   | Số xe | Tay đua          | Đội đua                      | Q1                  | Q2       | Q3       | Thay đổi vị trí |
| ------------------------ | ----- | ---------------- | ---------------------------- | ------------------- | -------- | -------- | --------------- |
| 1                        | 1     | Max Verstappen   | Red Bull Racing-Honda RBPT   | 1:24,160            | 1:23,740 | 1:23,445 | 1               |
| 2                        | 16    | Charles Leclerc  | Ferrari                      | 1:24,459            | 1:23,969 | 1:23,584 | 2               |
| 3                        | 81    | Oscar Piastri    | McLaren-Mercedes             | 1:24,487            | 1:24,278 | 1:23,782 | 3               |
| 4                        | 63    | George Russell   | Mercedes                     | 1:24,337            | 1:24,013 | 1:23,788 | 4               |
| 5                        | 4     | Lando Norris     | McLaren-Mercedes             | 1:24,368            | 1:23,920 | 1:23,816 | 5               |
| 6                        | 22    | Yuki Tsunoda     | AlphaTauri-Honda RBPT        | 1:24,286            | 1:24,207 | 1:23,969 | 6               |
| 7                        | 14    | Fernando Alonso  | Aston Martin Aramco-Mercedes | 1:24,501            | 1:24,131 | 1:24,084 | 7               |
| 8                        | 27    | Nico Hülkenberg  | Haas-Ferrari                 | 1:24,425            | 1:24,213 | 1:24,108 | 8               |
| 9                        | 11    | Sergio Pérez     | Red Bull Racing-Honda RBPT   | 1:24,209            | 1:24,116 | 1:24,171 | 9               |
| 10                       | 10    | Pierre Gasly     | Alpine-Renault               | 1:24,600            | 1:24,078 | 1:24,548 | 10              |
| 11                       | 44    | Lewis Hamilton   | Mercedes                     | 1:24,437            | 1:24,359 | –        | 11              |
| 12                       | 31    | Esteban Ocon     | Alpine-Renault               | 1:24,565            | 1:24,391 | –        | 12              |
| 13                       | 18    | Lance Stroll     | Aston Martin Aramco-Mercedes | 1:24,405            | 1:24,422 | –        | 13              |
| 14                       | 23    | Alexander Albon  | Williams-Mercedes            | 1:24,298            | 1:24,439 | –        | 14              |
| 15                       | 3     | Daniel Ricciardo | AlphaTauri-Honda RBPT        | 1:24,461            | 1:24,442 | –        | 15              |
| 16                       | 55    | Carlos Sainz Jr. | Ferrari                      | 1:24,738            | –        | –        | 16              |
| 17                       | 20    | Kevin Magnussen  | Haas-Ferrari                 | 1:24,764            | –        | –        | 17              |
| 18                       | 77    | Valtteri Bottas  | Alfa Romeo-Ferrari           | 1:24,788            | –        | –        | 18              |
| 19                       | 24    | Chu Quán Vũ      | Alfa Romeo-Ferrari           | 1:25,159            | –        | –        | 19              |
| Thời gian 107%: 1:30,051 |       |                  |                              |                     |          |          |                 |
| 20                       | 2     | Logan Sargeant   | Williams-Mercedes            | Không lập thời gian | –        | –        | 201             |

Chú thích
- ^1  – Logan Sargeant không lập được thời gian tại vòng phân hạng. Anh được phép tham gia cuộc đua sau khi ban quản lý đồng ý.[13]

### Cuộc đua
| Vị trí                                                                                        | Số xe | Tay đua          | Đội đua                      | Số vòng | Thời gian/ Bỏ cuộc | Vị trí xuất phát | Số điểm |
| --------------------------------------------------------------------------------------------- | ----- | ---------------- | ---------------------------- | ------- | ------------------ | ---------------- | ------- |
| 1                                                                                             | 1     | Max Verstappen   | Red Bull Racing-Honda RBPT   | 58      | 1:27:02,624        | 1                | 261     |
| 2                                                                                             | 16    | Charles Leclerc  | Ferrari                      | 58      | + 17,993           | 2                | 18      |
| 3                                                                                             | 63    | George Russell   | Mercedes                     | 58      | + 20,328           | 4                | 15      |
| 4                                                                                             | 11    | Sergio Pérez     | Red Bull Racing-Honda RBPT   | 58      | + 21,4532          | 9                | 12      |
| 5                                                                                             | 4     | Lando Norris     | McLaren-Mercedes             | 58      | + 24,284           | 5                | 10      |
| 6                                                                                             | 81    | Oscar Piastri    | McLaren-Mercedes             | 58      | + 31,487           | 3                | 8       |
| 7                                                                                             | 14    | Fernando Alonso  | Aston Martin Aramco-Mercedes | 58      | + 39,512           | 7                | 6       |
| 8                                                                                             | 22    | Yuki Tsunoda     | AlphaTauri-Honda RBPT        | 58      | + 43,088           | 6                | 4       |
| 9                                                                                             | 44    | Lewis Hamilton   | Mercedes                     | 58      | + 44,424           | 11               | 2       |
| 10                                                                                            | 18    | Lance Stroll     | Aston Martin Aramco-Mercedes | 58      | + 55,632           | 13               | 1       |
| 11                                                                                            | 3     | Daniel Ricciardo | AlphaTauri-Honda RBPT        | 58      | + 56,629           | 15               |         |
| 12                                                                                            | 31    | Esteban Ocon     | Alpine-Renault               | 58      | + 1:06,373         | 12               |         |
| 13                                                                                            | 10    | Pierre Gasly     | Alpine-Renault               | 58      | + 1:10,360         | 10               |         |
| 14                                                                                            | 23    | Alexander Albon  | Williams-Mercedes            | 58      | + 1:13,184         | 14               |         |
| 15                                                                                            | 27    | Nico Hülkenberg  | Haas-Ferrari                 | 58      | + 1,23:696         | 8                |         |
| 16                                                                                            | 2     | Logan Sargeant   | Williams-Mercedes            | 58      | + 1,27:791         | 20               |         |
| 17                                                                                            | 24    | Chu Quán Vũ      | Alfa Romeo-Ferrari           | 58      | + 1:29,422         | 19               |         |
| 183                                                                                           | 55    | Carlos Sainz Jr. | Ferrari                      | 57      | + 1 vòng           | 16               |         |
| 19                                                                                            | 77    | Valtteri Bottas  | Alfa Romeo-Ferrari           | 57      | + 1 vòng           | 18               |         |
| 20                                                                                            | 20    | Kevin Magnussen  | Haas-Ferrari                 | 57      | + 1 vòng           | 17               |         |
| Vòng đua nhanh nhất: Max Verstappen (Red Bull Racing-Honda RBPT) – 1:26,993 (vòng đua thứ 45) |       |                  |                              |         |                    |                  |         |
| Tay đua xuất sắc nhất cuộc đua: Yuki Tsunoda (AlphaTauri-Honda RBPT), 24,2% số phiếu bầu      |       |                  |                              |         |                    |                  |         |

Chú thích
- ^1  – Bao gồm một điểm cho vòng đua nhanh nhất.[14]
- ^2  – Sergio Pérez về đích ở vị trí thứ 2 nhưng bị tụt xuống vị trí thứ 4 sau khi nhận một án phạt 5 giây vì gây ra vụ va chạm với Lando Norris.[15]
- ^3  – Carlos Sainz Jr. được xếp hạng vì đã hoàn thành hơn 90% của chiều dài tổng cộng của cuộc đua.[15]

## Bảng xếp hạng sau cuộc đua

### Bảng xếp hạng các tay đua
| Vị trí | Tay đua          | Đội đua                      | Số điểm | Thay đổi vị trí |
| ------ | ---------------- | ---------------------------- | ------- | --------------- |
| 1      | Max Verstappen*  | Red Bull Racing-Honda RBPT*  | 575     | +/-0            |
| 2      | Sergio Pérez     | Red Bull Racing-Honda RBPT   | 285     | +/-0            |
| 3      | Lewis Hamilton   | Mercedes                     | 234     | +/-0            |
| 4      | Fernando Alonso  | Aston Martin Aramco-Mercedes | 206     | 1               |
| 5      | Charles Leclerc  | Ferrari                      | 206     | 2               |
| 6      | Lando Norris     | McLaren-Mercedes             | 205     | +/-0            |
| 7      | Carlos Sainz Jr. | Ferrari                      | 200     | 3               |
| 8      | George Russell   | Mercedes                     | 175     | +/-0            |
| 9      | Oscar Piastri    | McLaren-Mercedes             | 97      | +/-0            |
| 10     | Lance Stroll     | Aston Martin Aramco-Mercedes | 74      | +/-0            |

- Lưu ý: Chỉ có mười vị trí đứng đầu được liệt kê trong bảng xếp hạng này.
- Các tay đua/đội đua được in đậm và đánh dấu hoa thị là nhà vô địch Giải đua xe Công thức 1 2023.

### Bảng xếp hạng các đội đua
| Vị trí | Đội đua                      | Số điểm | Thay đổi vị trí |
| ------ | ---------------------------- | ------- | --------------- |
| 1      | Red Bull Racing-Honda RBPT   | 860     | +/-0            |
| 2      | Mercedes                     | 409     | +/-0            |
| 3      | Ferrari                      | 406     | +/-0            |
| 4      | McLaren-Mercedes             | 302     | +/-0            |
| 5      | Aston Martin Aramco-Mercedes | 280     | +/-0            |
| 6      | Alpine-Renault               | 120     | +/-0            |
| 7      | Williams-Mercedes            | 28      | +/-0            |
| 8      | AlphaTauri-Honda RBPT        | 25      | +/-0            |
| 9      | Alfa Romeo-Ferrari           | 16      | +/-0            |
| 10     | Haas-Ferrari                 | 12      | +/-0            |